# Olavi Koponen
Olavi Koponen, född 19 augusti 1951 i Tuusniemi, är en finländsk arkitekt.
Olavi Koponen utbildade sig i Moskva 1979-81 och vid Tekniska högskolan i Tammerfors 1983-89. Han har haft eget arkitektkontor sedan 1986. Han har varit professor på Konstuniversitetets Bildkonstakademi i Helsingfors 2008-13.
Han har medverkat i Venedigbiennalen 2004 och 2006, i Milanotriennalen 2006 och i Habiter Ecologique i Paris 2009 samt Habiter écologique i São Paulo i Brasilien 2011. Han har varit knuten till r2k-architectes i Grenoble i Frankrike. 

## Verk i urval
- Villa Långbo, 2001, Långholmen, Kimito
- Fritidshuset Villa Riviera, Kyläniemi vid sjön Saimen
- Villa Lena, 2004, Örkkiniitie 19B, Esbo
- Snäckan, (Kotolo), 2006, bostadshus i hörnet Pälsjägarvägen/Pälsvägen, Köklax i Esbo, för vilket Olavi Koponen fick årets träpris 2007
- Ringformat enfamiljsbostadshus, 2009, Botby, Helsingfors